# Onomastica
Onomastica – naukowe czasopismo onomastyczne, poświęcone teorii i interpretacji nazw własnych. Ukazuje się od roku 1955.
Do 1991 czasopismo było wydawane we Wrocławiu, od 1992 roku wydawane jest w Krakowie. Od 1975 wydawcą czasopisma jest Komitet Językoznawstwa Polskiej Akademii Nauk, a od 2012 roku również Instytut Języka Polskiego Polskiej Akademii Nauk. W 2002 roku wprowadzono podtytuł.: Pismo poświęcone nazewnictwu geograficznemu i osobowemu oraz innym nazwom własnym, zmieniony w 2015 r. na Pismo poświęcone teorii i interpretacji nazw własnych. W latach 1956–1975 ukazywały się dwa zeszyty rocznie, od 1976 roku ukazuje się jeden zeszyt rocznie. W Onomastikach publikowane są artykuły w różnych językach nowożytnych (głównie polskim, niemieckim, czeskim, słowackim, rosyjskim i angielskim), a także recenzje i przeglądy bibliograficzne. Jest to pierwsze w krajach słowiańskich czasopismo poświęcone wyłącznie onomastyce. Do 2023 roku ukazało się 67 tomów.
Do pierwszego komitetu redakcyjnego wchodzili m.in. Witold Taszycki (redaktor naczelny), Stanisław Rospond (sekretarz), w późniejszych latach funkcję redaktora naczelnego pełnili Kazimierz Rymut, Aleksandra Cieślikowa, Barbara Czopek-Kopciuch i Urszula Bijak.  Obecnie redaktorką naczelną czasopisma jest Halszka Górny, funkcję sekretarza pełni Paweł Swoboda, redaktorami tematycznymi są Urszula Bijak, Bogumił Ostrowski, Katarzyna Skowronek i Justyna B. Walkowiak.